# Ermesinda Lucemburská (1143)
Ermesinda Lucemburská (francouzsky Ermesinde de Luxembourg, 1080? – 24. června 1143) byla namurská markraběnka a lucemburská hraběnka z dynastie Lucemburků.

## Život
Alžběta se narodila jako starší z dcer lucemburského hraběte Konráda a Klementiny, dcery akvitánského vévody Viléma VII. První manželství s Vojtěchem z Dagsburgu skončilo jeho skonem v roce 1098. Podruhé se provdala za namurského hraběte Godefroye. Manželství bylo požehnáno četným potomstvem, z nějž přežil syn Jindřich, budoucí dědic a tři dcery, které byly výhodně provdány. Roku 1121 Ermesinda s manželem založili premonstrátský klášter Floreffe, kde byli také oba pohřbeni.